# Егвајл
Егвајл (њем. Egweil) општина је у њемачкој савезној држави Баварска. Једно је од 30 општинских средишта округа Ајхштет. Према процјени из 2010. у општини је живјело 1.071 становника. Посједује регионалну шифру (AGS) 9176122.

## Географски и демографски подаци
Егвајл се налази у савезној држави Баварска у округу Ајхштет. Општина се налази на надморској висини од 392 метра. Површина општине износи 9,4 km². У самом мјесту је, према процјени из 2010. године, живјело 1.071 становника. Просјечна густина становништва износи 114 становника/km².